# Regierung W. T. Cosgrave VI
Die Regierung W. T. Cosgrave VI war der fünfte Exekutivrat des Irischen Freistaats, sie amtierte vom 3. April 1930 bis zum 9. März 1932.
Als die Vorgängerregierung bei der Abstimmung über die Old Age Pensions Bill mit 64 zu 66 Stimmen unterlag, erklärte der Präsident des Exekutivrats William Thomas Cosgrave am 28. März 1930 seinen Rücktritt.
Nachdem weder Éamon de Valera (Fianna Fáil), noch Thomas O’Connell (Irish Labour Party) eine Mehrheit im Dáil Éireann (Parlament) erringen konnten, wurde Cosgrave am 2. April mit 80 zu 65 Stimmen wiedergewählt. Die Minister wurden am Folgetag vom Dáil gewählt. Die Ernennung der Mitglieder des Exekutivrats erfolgte durch Generalgouverneur James McNeill. Alle Mitglieder der Regierung gehörten Cumann na nGaedheal (CG) an, mit Ausnahme des Vorsitzenden der Farmers’ Party (FP), Michael Heffernan, der Parlamentarischer Sekretär beim Minister für Post und Telegraphie wurde.
Bei der folgenden Parlamentswahl am  16. Februar 1932 wurde Fianna Fáil stärkste Partei und stellte bis 1948 die Regierung.

## Zusammensetzung
| Minister                                                          | Minister                | Minister | Minister      | Minister | Minister        |
| Amt                                                               | Name                    | Partei   | Amtszeit      | Amtszeit | Amtszeit        |
| ----------------------------------------------------------------- | ----------------------- | -------- | ------------- | -------- | --------------- |
| Präsident des Exekutivrats                                        | William Thomas Cosgrave | CG       | 3. April 1930 | –        | 09. März 1932   |
| Vizepräsident des Exekutivrats                                    | Ernest Blythe           | CG       | 3. April 1930 | –        | 09. März 1932   |
| Finanzminister                                                    | Ernest Blythe           | CG       | 3. April 1930 | –        | 09. März 1932   |
| Minister für Post und Telegraphie                                 | Ernest Blythe           | CG       | 3. April 1930 | –        | 09. März 1932   |
| Außenminister                                                     | Patrick McGilligan      | CG       | 3. April 1930 | –        | 09. März 1932   |
| Minister für Industrie und Handel                                 | Patrick McGilligan      | CG       | 3. April 1930 | –        | 09. März 1932   |
| Bildungsminister                                                  | John M. O’Sullivan      | CG       | 3. April 1930 | –        | 09. März 1932   |
| Justizminister                                                    | James FitzGerald-Kenney | CG       | 3. April 1930 | –        | 09. März 1932   |
| Minister für Land und Fischerei                                   | Fionán Lynch            | CG       | 3. April 1930 | –        | 09. März 1932   |
| Landwirtschaftsminister                                           | Patrick Hogan           | CG       | 3. April 1930 | –        | 09. März 1932   |
| Minister für lokale Verwaltung und Gesundheit                     | Richard Mulcahy         | CG       | 3. April 1930 | –        | 09. März 1932   |
| Verteidigungsminister                                             | Desmond FitzGerald      | CG       | 3. April 1930 | –        | 09. März 1932   |
| Parlamentarische Sekretäre                                        |                         |          |               |          |                 |
| Amt                                                               | Name                    | Partei   | Amtszeit      | Amtszeit | Amtszeit        |
| Parlamentarischer Sekretär beim Präsidenten des Regierungsrats    | Eamonn Duggan           | CG       | 3. April 1930 | –        | 09. März 1932   |
| Parlamentarischer Sekretär beim Finanzminister                    | James Burke             | CG       | 3. April 1930 | –        | 09. März 1932   |
| Parlamentarischer Sekretär beim Minister für Industrie und Handel | James Dolan             | CG       | 3. April 1930 | –        | 09. März 1932   |
| Parlamentarischer Sekretär beim Minister für Land und Fischerei   | Martin Roddy            | CG       | 3. April 1930 | –        | 09. März 1932   |
| Parlamentarischer Sekretär beim Minister für Post und Telegraphie | Michael Heffernan       | FP       | 3. April 1930 | –        | 29. Januar 1932 |
| Parlamentarischer Sekretär beim Verteidigungsminister             | Eamonn Duggan           | CG       | 3. April 1930 | –        | 29. Januar 1932 |